# Luther E. Hall

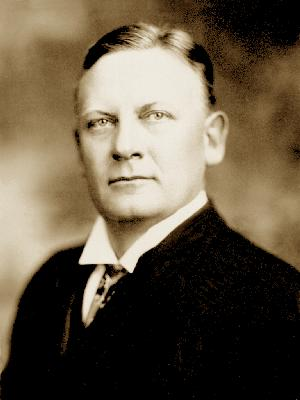
Luther E. Hall

Luther Egbert Hall (* 30. August 1869 in Bastrop, Morehouse Parish, Louisiana; † 6. November 1921 in New Orleans, Louisiana) war ein US-amerikanischer Politiker und von 1912 bis 1916 Gouverneur des Bundesstaates Louisiana.

## Frühe Jahre und politischer Aufstieg
Luther Hall besuchte bis 1889 das Washington and Lee College. Danach studierte er bis 1892 an der Tulane University Jura. Daraufhin begann er eine erfolgreiche juristische Laufbahn. Zwischen 1900 und 1911 war er als Richter an unterschiedlichen Gerichten tätig. Luther Hall wurde Mitglied der Demokratischen Partei. Von 1898 bis 1900 saß er im Senat von Louisiana. Im Jahr 1911 wurde er an den Obersten Gerichtshof des Staates berufen. Er lehnte dieses Angebot aber ab, weil er den Posten des Gouverneurs anstrebte. Er setzte sich 1912 in der Primary gegen James Benjamin Aswell durch und gewann dann auch die Wahl.

## Gouverneur von Louisiana
Hall trat sein neues Amt am 20. Mai 1912 an. In seiner vierjährigen Amtszeit wurden die Deiche im Staat ausgebaut, um den Hochwasserschutz zu verbessern. Für Opfer von Arbeitsunfällen wurde ein Gesetz zu deren Entschädigung verabschiedet (Workmen’s compensation law). Mit einem anderen Gesetz sollte die Vetternwirtschaft in der Regierung eingeschränkt werden. Außerdem wurden Pläne für den Ausbau des Hafens von New Orleans erarbeitet.

## Weiterer Lebenslauf
Nach dem Ende seiner Gouverneurszeit am 15. Mai 1916 widmete sich Hall wieder seiner juristischen Laufbahn. 1918 war er stellvertretender Attorney General von Louisiana. Im gleichen Jahr kandidierte er erfolglos für einen Sitz im US-Senat. 1921 bewarb er sich um die Stelle eines Richters am Obersten Gerichtshof seines Staates. Er starb während des Wahlkampfs um diese Stelle am 6. November. Mit seiner Frau Clara Wendell hatte Luther Hall zwei Kinder.